# 정지헌
정지헌(2003년 12월 11일 ~ )은 KBO 리그 LG 트윈스의 투수이다.

## LG 트윈스시절
2024년에 입단하였다. 2024년 4월 18일 롯데 자이언츠와의 경기에 중간계투로 데뷔 첫 경기를 치렀고, 경기에서 2/3이닝 1피안타 2사사구 2실점 2자책점을 기록하였다.

## 출신 학교
- 동수원초등학교
- 매향중학교
- 유신고등학교
- 고려대학교(재학)